# Goldner Adolf
Goldner Adolf, született Goldner Ábrahám (Szolnok, 1861. november 23. – Abbázia, 1930. június 5.) orvos.

## Életrajza
Goldner Lipót és Dembitz Rozália fia. Tanulmányait a Budapesti Tudományegyetem orvosi karán végezte, ahol 1888-ban szerzett diplomát, majd magánorvosként működött 1888-tól 1896-ig. Humanista beállítottságának köszönhetően 1896-ban az Általános Munkás Betegsegélyző- és Rokkant pénztárnál alkalmazták orvosként. 1890-ben belépett az MSZDP-be, 1901 és 1906 között pedig a párt vezetőségi tagja volt. 1906 után szakított a munkásmozgalommal, majd Abbáziába költözött, ahol szanatóriumi igazgató-főorvossá nevezték ki.
Cikke a szabad orvosválasztásról a Szocializmus című folyóiratban (1906. 3. sz.) jelent meg.
Házastársa Scheiber Berta (1885–1929) volt, akivel 1903. március 8-án Budapesten, a Terézvárosban kötött házasságot.